# Eupteryx certa
Eupteryx certa är en insektsart som beskrevs av Logvinenko 1978. Eupteryx certa ingår i släktet Eupteryx och familjen dvärgstritar. Inga underarter finns listade i Catalogue of Life.